# Пшеворски окръг
Пшеворски окръг (на полски: Powiat przeworski) е окръг в Югоизточна Полша, Подкарпатско войводство. Заема площ от 698,02 км2.
Администартивен център е град Пшеворск.

## География
Окръгът се намира в историческата област Червена Рус. Разположен е в североизточната част на войводството.

## Население
Населението на окръга възлиза на 79 355 души (2012 г.). Гъстотата е 114 души/км2.

## Административно деление
Административно окръгът е разделен на 9 общини.
Градска община:
- Пшеворск

Градско-селски общини:
- Община Канчуга
- Община Шенява

Селски общини:
- Община Адамовка
- Община Гач
- Община Зажече
- Община Пшеворск
- Община Тринча
- Община Яворник Полски

## Галерия
- Канчуга
- Пшеворск
- Шенява